# Động học hóa học
Động học hóa học, còn được gọi là động học phản ứng, là nhánh của hóa học vật lý liên quan đến việc tìm hiểu tỷ lệ của các phản ứng hóa học. Nó tương phản với nhiệt động lực học, liên quan đến hướng xảy ra quá trình nhưng bản thân nó không quan tâm về tốc độ của nó. Động học hóa học bao gồm các nghiên cứu về các điều kiện thí nghiệm ảnh hưởng đến tốc độ của phản ứng hóa học và cung cấp thông tin về cơ chế và trạng thái chuyển tiếp của phản ứng, cũng như việc xây dựng các mô hình toán học cũng có thể mô tả các đặc điểm của phản ứng hóa học.

## Lịch sử
Năm 1864, Peter Waage và Cato Guldberg đã đi tiên phong trong việc phát triển động học hóa học bằng cách xây dựng định luật hành động khối lượng, trong đó tuyên bố rằng tốc độ của phản ứng hóa học tỷ lệ thuận với số lượng các chất phản ứng.
Van 't Hoff đã nghiên cứu động lực hóa học và năm 1884 đã xuất bản cuốn "Études de Dynamicique chimique" nổi tiếng của ông. Năm 1901, ông đã được trao giải thưởng Nobel về hóa học đầu tiên "để ghi nhận những dịch vụ phi thường mà ông đã đạt được nhờ khám phá các định luật về động lực hóa học và áp suất thẩm thấu trong các dung dịch". Sau van Hoff, động học hóa học liên quan đến việc xác định thực nghiệm tốc độ phản ứng mà từ đó các định luật tốc độ và hằng số tốc độ được dẫn xuất. Các luật tỷ lệ tương đối đơn giản tồn tại cho các phản ứng bậc 0 (trong đó tốc độ phản ứng không phụ thuộc vào nồng độ), phản ứng bậc một và phản ứng bậc hai và có thể được suy ra cho các phản ứng khác. Phản ứng cơ bản tuân theo quy luật của hành động tập thể, nhưng quy luật tỷ lệ của các phản ứng từng bước phải được bắt nguồn bằng cách kết hợp các quy luật tỷ lệ của các bước cơ bản khác nhau và có thể trở nên khá phức tạp. Trong các phản ứng liên tiếp, bước xác định tỷ lệ thường xác định động học. Trong các phản ứng thứ tự liên tiếp đầu tiên, một xấp xỉ trạng thái ổn định có thể đơn giản hóa luật tỷ lệ. Năng lượng kích hoạt cho một phản ứng được xác định bằng thực nghiệm thông qua phương trình Arrhenius và phương trình Eyring. Các yếu tố chính ảnh hưởng đến tốc độ phản ứng bao gồm: trạng thái vật lý của các chất phản ứng, nồng độ của các chất phản ứng, nhiệt độ xảy ra phản ứng và liệu có bất kỳ chất xúc tác nào có trong phản ứng hay không.